# The 21st Century Schizoid Band
The 21st Century Schizoid Band is een Britse band die bestaat uit voormalige leden van King Crimson.
King Crimson zorgde in 1969 met haar debuutalbum In the Court of the Crimson King voor een enorme opschudding in de pop-muziek. De mix van rock, jazz, folk en klassieke muziek was ongekend, het progressieve rock genre.
Onder de naam The 21st Century Schizoid Band kwamen in 2002 vier oud-leden van King Crimson weer bij elkaar voor een aantal optredens in Groot-Brittannië en in Japan. De naam van de band is afgeleid van een van de klassiekers van King Crimson, 21st Century Schizoid Man. The 21st Century Schizoid Band bestond in eerste instantie uit Michael Giles (drums & percussie), zijn broer Peter Giles (basgitaar) en Ian McDonald (saxofoon, dwarsfluit, keyboards), alle drie leden van de eerste set-up van King Crimson, Mel Collins (alt/tenorsaxofon, dwarsfluit, keyboards) van de volgende KC versie, aangevuld met Jakko M. Jakszyk (voormalig lid van Level 42) op gitaar en als leadzanger.
Naast The 21st Century Schizoid Band maakt ook een nieuw samengesteld King Crimson nu zijn tournees. Ieder heeft wel een eigen voorkeur, de 21st Century Schizoid Band grijpt met name terug op het oude KC werk.
Al snel, na een tournee in Engeland en een paar optredens in Japan besloot Michael Giles de groep te verlaten, hij had geen zin in het steeds rondreizen en optreden. Hij werd vervangen door Ian Wallace, ook een ex-King Crimson lid. De band ging door met optreden en trad sindsdien over de hele wereld op. Van de optredens zijn een aantal live-opnames op de markt verschenen, er zijn zelfs plannen voor het opnemen van nieuw materiaal met de band.

## Discografie
| jaar | album                                                    |
| ---- | -------------------------------------------------------- |
| 2002 | 21st Century Schizoid Band (Official Bootleg Volume One) |
| 2004 | Live in Italy                                            |
| 2005 | Live in Japan                                            |
| 2006 | Pictures of a City: Live in New York                     |